# Триродийтитан
Триродийтитан — бинарное неорганическое соединение
родия и титана
с формулой Rh3Ti,
кристаллы.

## Получение
- Сплавление стехиометрических количеств чистых веществ:

{\displaystyle {\mathsf {3Rh+Ti\ {\xrightarrow {1750^{o}C}}\ Rh_{3}Ti}}}

## Физические свойства
Триродийтитан образует кристаллы
кубической сингонии,
пространственная группа P m3m,
параметры ячейки a = 0,3822 нм, Z = 1,
структура типа тримедьзолота AuCu3
.
Соединение образуется по перитектической реакции при температуре 1750°C.